# アヤワスカ

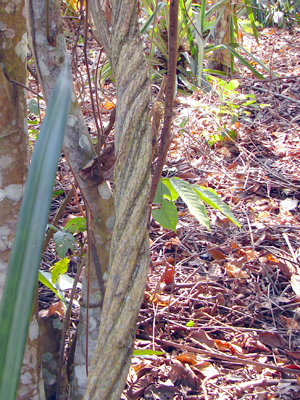
アヤワスカのつる。

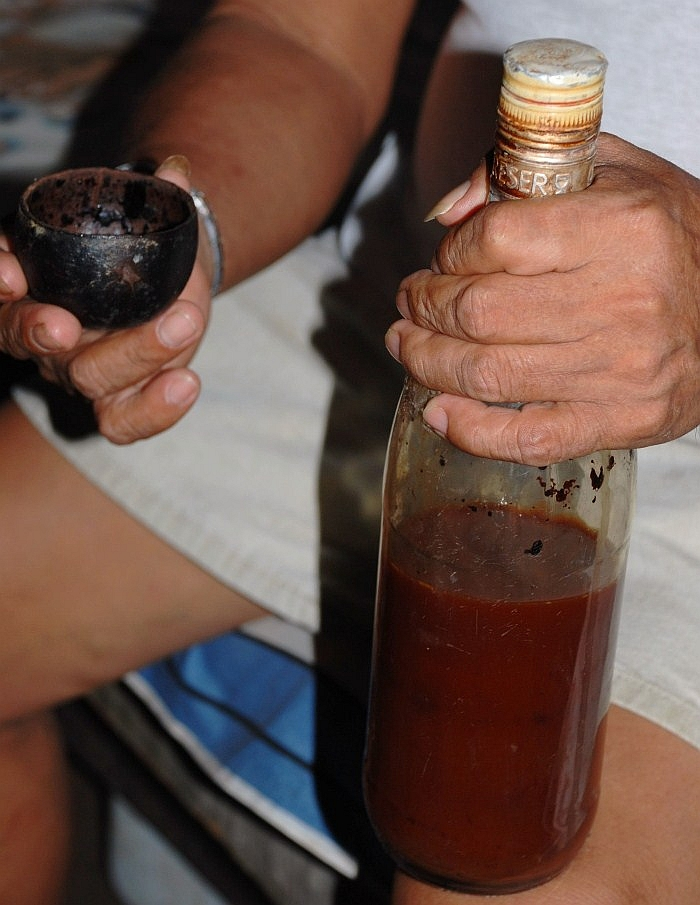
アヤワスカ茶。

アヤワスカ（ケチュア語: Ayahuasca、Ayawaska）は、アマゾン北西部で伝統的に用いられている幻覚剤。ペルーの国家文化遺産。

## 概要
狭義には原料のひとつ、南米のアマゾン川流域に自生するキントラノオ科のつる植物のバニステリオプシス・カーピ（以下カーピ）のこと。ハルミンを含むカーピと、ジメチルトリプタミン (DMT) を含む植物を組み合わせる。後者のサイコトリア・ヴィリディス（チャクルーナ）やディプロプテリス・カブレラナ（チャリポンガ、チャクロパンガ）を加え、煮出してこの幻覚性の飲料が作られる。服飲すると、嘔吐を伴う強力な幻覚作用をもたらす。主に先住民族がシャーマニズムの儀式や民間療法、20世紀に創始されたキリスト教系のサント・ダイミなどで宗教儀式に用いる。ハルミンは、可逆性モノアミン酸化酵素A阻害薬 (RIMA) であるため、シャーマンは何年も食事制限を守り、一般の参加者も前後には食事制限が行われ、また薬の相互作用にも注意が必要である。多くのドキュメンタリーが撮影されている。
臨床研究が行われている。治療抵抗性うつ病を対象としたランダム化比較試験 (RCT) では、7日目で寛解率（うつ病ではない比率）36%である。また、アルコール依存やタバコ依存をはじめ薬物依存症を治療する効果が発見されており、アヤワスカを使った薬物依存症の更生施設がブラジル、ペルー、アルゼンチン、ウルグアイ、チリにある。

## 名称
アヤワスカは72の先住民族集団が使用し、42の固有名詞を持つ。
アヤワスカという呼び方は主にペルーとエクアドルで使われている。アヤワスカは、ペルー、ボリビアなどの先住民族の言語であるケチュア語で、「魂のつる」、「死者のロープ」という意味をもつ。「アヤ」は、魂、精霊、先祖、死者などを指し、「ワスカ」は、つる植物全般やロープを意味する。
ブラジルでは、カーピ、シポ、オアスカ、ダイミなどと呼ばれ、コロンビアではヤヘイ（Yagé）と呼ばれる。ヤヘイの名称は、ビート・ジェネレーション作家のウィリアム・バロウズと詩人アレン・ギンズバーグによる『麻薬書簡』(The Yage Letters) により一般に普及した。

## 歴史

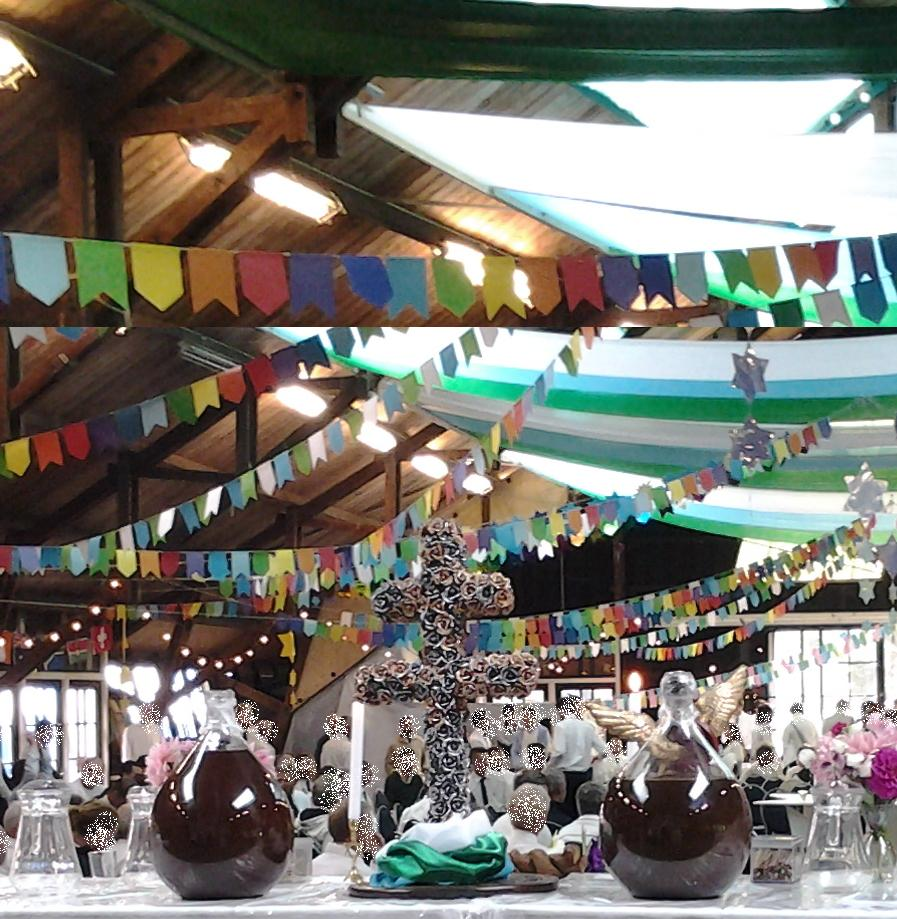
サント・ダイミにおける儀式の様子。

アヤワスカはアマゾンにおける伝統的医学として、あるいは、宗教的実践のために用いられてきた、精神に作用する植物のお茶である。
南米の現在のボリビア南西部にあたる洞窟遺跡クエバ・デル・チレノでは、西暦900年-1170年頃のシャーマンの持ち物であるとみられるポーチと吸入用のパイプが見つかり、成分分析により、ブフォテニン、ベンゾイルエクゴニン（BZE）、コカイン（コカの葉の）、ジメチルトリプタミン（DMT）、ハルミン、シロシン（マジックマッシュルームの成分）が検出され、これらの原料からアヤワスカを作ったかを証明することは現時点ではできないが、アヤワスカの調合に使われた可能性があるとされた。
先コロンブス期のアメリカ大陸において、アヤワスカによる幻覚を描写したと思われる岩絵が発見されている。アヤワスカにふれた、西洋における最古の記録は、1851年にブラジルのアマゾン地域を探検したイギリス人のリチャード・スプルースによるものである。
アヤワスカの向精神性成分であるハルマリンは、1841年、砂漠地帯に生える低木のムクロジ目ニトラリア科のシリアン・ルー（学名:ペガヌム・ハルマラ、Peganum harmala）から分離に成功し、1927年にはじめて化学合成される。1923年には、カーピからハルマリンが分離され、テレパシンと名付けられる（テレパシーに由来）。
1923年、南米における アヤワスカ儀式の映像が米国薬剤師会 (American Pharmaceutical Association) の会議で紹介される。
1953年、作家ウィリアム・バロウズが、アヤワスカ（ヤヘイ）を探しにコロンビアとペルーを訪れる。バロウズはコロンビアで、植物学者のリチャード・エヴァンズ・シュルテスと出会っている。この時の体験を元に1963年には、バロウズと詩人アレン・ギンズバーグによる書簡のやり取り『麻薬書簡』が出版される。
薬草と伝統医学の研究で知られるアンドルー・ワイルは、1967年にはじめて アヤワスカを体験し、後にコロンビアを訪れる。
1975年、植物学者のテレンス・マッケナとデニス・マッケナ兄弟による実地調査の記録が、著書 The Invisible Landscape にまとめられる。
ブラジルでは、1930年代に設立されたサント・ダイミや、1961年に設立されたウニオン・ド・ヴェジタル (União do Vegetal) などが アヤワスカを儀式に使用している。これらはキリスト教と統合したアニミズム的な教義をもつ宗教団体である。21世紀初頭にも、これらの信者の集団はアメリカ、イギリス、フランス、オランダ、スペインなどでも見られる。2005年までにサント・ダイミは23か国に教会を持つ。こうして多くの人々とアヤワスカとの接触があり、学者からも注目を集めてきた。日本でも、1994年に放送されたNHKスペシャル『驚異の小宇宙 人体II 脳と心』（第6集：果てしなき脳宇宙―無意識と創造性）にて、アヤワスカを飲んだ時の世界をキャンバスに描くパブロ・アマリンゴを取材し、彼はアヤワスカが、植物のささやき、宇宙、体内、超生命体、霊的なものを見せる全世界の目であると語った。
また近年アマゾン西部には、主に欧米人向けに改良された アヤワスカ体験を提供する宿泊施設が建てられ、数週間の代替医療プログラムへの参加や変性意識体験を求めて多くの人が訪れる。アヤワスカ・ツーリズムと言われ、賛否両論を呼んでいる。
2008年にペルー政府は、アヤワスカはペルーの国家文化遺産の一部であることを正式に宣言した。

## 先住民族による使用
アマゾン川上流域で アヤワスカを使用する先住民族のシャーマンの能力は、善良なことにも邪悪なことにも使われる。アヤワスカの精霊から歌を授けられ、その歌を使いわけることにより、アヤワスカは病気を治す薬となったり、敵を攻撃する毒となったりする。敵や呪術師による攻撃を受けたために病気にかかると信じられており、治療師は息を吹きかけたり、口で吸い上げたりして病気を治す。シャーマンが歌う歌や口笛は、病気の治療と呪いをかけることのいずれにも使われる。シャーマンは アヤワスカを飲むことにより体内に粘液を生成し、これを呪術的な攻撃からの防御や武器として使うと言われている。
儀式は夜間に行われ、夕方にアヤワスカが提供され、数晩かけて行われる。

### 調合方法
バニステリオプシス・カーピ（Banisteriopsis caapi、以下カーピ）は、熱帯雨林の樹木に螺旋状に巻き付きながら成長し、小さなピンク色の花をつける。モノアミン酸化酵素阻害薬 (MAOI) であるβ-カルボリンの一種、ハルマラアルカロイド（ハルミンやハルマリン）を含有する。カーピは南米におけるアヤワスカ茶のすべての調合において組み合わされる。
南米アマゾンの伝統的な アヤワスカは、カーピの幹から樹皮を削り取り、これにアカネ科のサイコトリア・ヴィリディス（Psychotria viridis、チャクルーナ）や、キントラノオ科のディプロプテリス・カブレラナ（Diplopterys cabrerana、チャリポンガ、チャクロパンガ）などの葉を加え、十数時間から一日煮詰めるか水に浸して得られる褐色の液体である。これらの植物の葉はトリプタミンアルカロイドであるN,N-ジメチルトリプタミン (DMT) や、5-メトキシ-N,N-ジメチルトリプタミン (5-MeO-DMT) を含んでいる。
DMTは、体内でも生産される、構造的にセロトニンに類似した非選択的セロトニン作動薬であり、本来、DMTはモノアミン酸化酵素により体内で急速に分解されるため、経口摂取しても効果を及ばさないが、ハルマラアルカロイドに代表されるMAOIと組み合わせることにより向精神性作用を発現する。その他にも、タバコ、ダチュラなどの植物が混入される場合もある。
ウニオン・ド・ヴェジタルで用いられるサイコトリア・ヴィリディスにはDMTを全く含まない場合もある。
また西洋では、カーピの代替品としてシリアン・ルーの種子や、DMTの供給源としてミモザ・テヌイフローラ（Mimosa tenuiflora、異名はミモザ・ホスティリス）の根の皮などが使用される。#アヤワスカ・アナログ参照。

## 医療における可能性

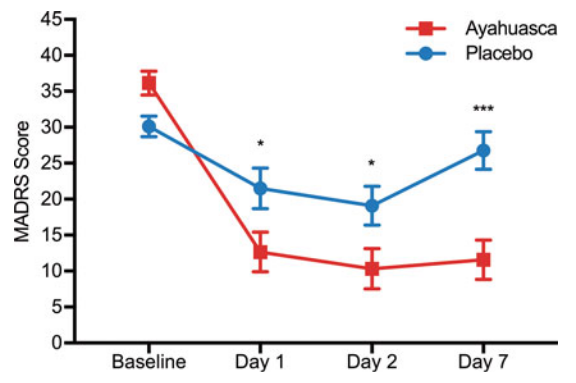
アヤワスカによる治療後のうつ病度の平均値 (MADRS尺度)。赤:アヤワスカ、青:偽薬。1日後の計測時にはアヤワスカでは大きく低下し、7日後に36%の人々がうつ病ではななかった。偽薬では7%。

アヤワスカにより喚起される変性意識状態は、一時的な自我の喪失を起こし無意識と向き合うことで大きなセラピー効果をもたらすとされる。
1993年、カリフォルニア大学ロサンゼルス校のチャールズ・グロブ医学博士、薬理学者のJ.C.キャラウェイ、デニス・マッケナらが、ブラジルのウニオン・ド・ヴェジタル信者15名を対象に精神鑑定を行った。被験者は10年以上団体に所属し、定期的に アヤワスカを飲用していた。鑑定の結果、彼らは極めて健康であり、過去に患っていたアルコールなどの依存症、うつ病、不安障害からの改善を示した。神経症や精神病の傾向は皆無だった。また、血液検査では、気分を調整する神経伝達物質であるセロトニンの再取り込み部位の増加を確認し、抗うつ薬と同様の効果が得られることを示唆している。体系化されたアヤワスカの使用法では医学的に安全である。寄生虫駆除にも使われる。
治療抵抗性うつ病を有する29人を対象とした、二重盲検のランダム化比較試験 (RCT) では、すべての時点でアヤワスカの方が有意な抗うつ作用を示し、7日目で寛解率（うつ病ではない比率）36%となり、アヤワスカ群では64%が重症度が50%以上低下し、偽薬では27%の人々がこれに当てはまった。より長期に調査した試験では対照実験ではないが、6名での研究でハミルトンうつ病評価尺度 (HAM-D) にて、摂取の翌日でスコアは平均62%減少し、21日目では82%減少していた。自殺念慮について、アヤワスカの服用後40分から21日後まで計測したところ、急速かつ持続的に大きな減少効果があった。
瞑想によって向上するといわれているマインドフルネスの能力が向上し、それは、脳の皮質の接続性が増加したことと相関しており、このような神経の変化は2か月後にも向上していた。
薬物依存症の支援のためのアヤワスカでは、アルコール使用率の低下、薬物乱用の減少といった観察結果が見られている。2つの研究が幸福感の増加と、物質乱用の問題を減少させる可能性を示した。ブラジル、ペルー、アルゼンチン、ウルグアイ、チリにて物質乱用の更生施設が開設されている。ペルーのタキワシ治療施設では、アヤワスカを使用し、アルコールや薬物（主にコカイン、ヘロイン）依存症の治療に取り組んでいる。とはいえ、依存症患者以外も優先的ではないが受け入れている。ここで医師のロサ・ヒオベ・ナカザワがまとめた報告書がペルーでの文化遺産の指定につながった。国境なき医師団の仕事のためにペルーを訪れたフランス人医師が開設した。
カナダでは医師のガボール・マテが、薬物依存症とその根底にある心的外傷を癒すために アヤワスカを用いており、彼の活動は報道されている。

## 精神的作用
視覚に及ぼす作用が特徴的で、目を閉じると、鮮やかなイメージが夢を見ているかのように連続して現れる場合が多い。訓練を積んだシャーマンが体験する「ヴィジョン」と呼ばれるイメージにはおおむね段階があり、まず幾何学模様が現れ、植物、動物、幻想的な建築物や都市という順序で展開するという。ヘビ、ジャガーなどのネコ科動物、裸の黒人女性などのイメージが多く報告されている。シャーマンは アヤワスカの幻覚効果を通じて、はるか彼方の惑星を見たり、遠方に住む親戚の健康状態を知ったり、紛失した物の在処や、配偶者の浮気相手、患者を病気にした呪術師の身元をつきとめたりする。
急性投与では、忍容性はよく、内観能力と肯定的な気分を増加させ、視覚的な知覚を変容させる。創造的拡散思考を高める。長期的なアヤワスカの使用は精神病理や認知障害の増加に関連していない。比較対象を含む計242人に、精神的不調、精神的健康の低下は見られず、認知障害、嗜癖問題や薬物乱用の原因とはなっていない。
伝統的な組み合わせのアヤワスカは1.5時間から2時間でピークとなり、主観的効果を生じ、知覚の変化、肯定的な気分の増加を示す。20分ほどで効果を生じ、1-2時間でピークとなり、4-6時間続く。
儀式や研究実験の条件では精神病（精神障害全般のことではない）と関連していないが、統合失調症など精神病性の既往歴がある場合の精神病エピソードが報告されており、そうした条件のある場合には幻覚剤の摂取を避けるべきだとする論文がある。幻覚剤後知覚障害 (HPPD) は、最近の近代的な臨床試験では報告されていない

## 身体的作用
アヤワスカは苦みが強く、ひどい味がするため飲み込むことが困難なほどである。服飲すると、激しい吐気、嘔吐、下痢をもよおす場合が一般的で、そのため先住民族のシャーマンは、アヤワスカの儀式を、嘔吐により身体から寄生虫や毒などを取り除く「浄化」と呼ぶ。震えを生じることもあり、体も疲れるため、楽しみのため、娯楽的にやるものではないといえる。アヤワスカを頻繁に飲んでいるシャーマンが吐気や嘔吐の症状を示すことは稀である。吐気や嘔吐は、ハルマリンの作用によるものである。いくつかの部族は、儀式の前に食事制限を行う。肉や塩分、アルコールなどを控えることで吐気を和らげることができる。その他の身体的作用は、血圧と心拍数の上昇、耳鳴り、めまい、悪寒、発汗、倦怠感、眠気、下痢などがあげられる。服飲後30分ほどで効果が現れ、作用時間は2-6時間程度。
伝統的な組み合わせを用いたアヤワスカにおいて、拡張期血圧は高用量の摂取では増加が確認されたが、収縮期血圧や心拍数は有意な変化は観察されなかった。摂取から、1.5時間で血中濃度は最大となり、精神的な作用のピークと一致する。散瞳を生じさせる。離脱症状は観察されていない。

## 相互作用
アヤワスカは、モノアミン酸化酵素阻害薬 (MAOI) を含み、他の幻覚剤よりも薬物相互作用を起こしやすい。ハルマラ・アルカロイドと、セロトニン作動薬の抗うつ薬（SSRI、三環系）や他のセロトニン作用のある医薬品、薬物（幻覚剤、覚醒剤）の併用は避けるべきであり、死亡例が報告されている（そもそもDMTでないなら併用せずとも作用する）。伝統的な組み合わせでない、代替の組み合わせではより大きなリスクがあるかもしれない。これはセロトニン症候群を引き起こし、血圧の上昇、昏睡、死亡にいたる場合がある。
またチラミンを多く含む食物は、高血圧を引き起こす可能性があるが、臨床試験においては記述されていない。アヤワスカ儀式におけるアマゾンの食事法では、チラミンに対して設計されたものではないが、アルコールやチーズ、他の発酵食品を含んでいないあっさりしたものである。例えば、前述のタキワシのセンターでは、酒、豚肉、塩、唐辛子を前後数日間避けるという指示がある。シャーマンは塩、肉、砂糖、酒、セックスとドラッグを控えており、基本的に炭水化物の多い食品を食べ、魚を食べることもある。シャーマンは何年も食事制限を守っており、刺激の少ない菜食を中心とした食事である。儀式に参加する西洋人では、上記の薬を避けるのは当然として、アルコールやコーヒー油分の多い食物を避ける。なおチラミンを含む食品は、ビール、ノンアルコールビール、赤ワイン、豆腐、大豆、特に発酵食品、チーズ、加工された魚、ソーセージなどがこれにあたる（飲料以外はタンパク質の多い食品）。
MAOIであるハルミンの半減期は約6時間であり、阻害作用が生じている間はこうした相互作用の影響を受けやすい。

## アヤワスカ・アナログ
テレンス・マッケナは1989年に、南米以外の土地では、DMTとβ-カルボリンを正しい比率で混合した、アヤワスカのコピーを生むしかないと考えていた。これが アヤワスカ・アナログ（類似物）という考えであり、熱帯品種ではない植物から、カーピとチャクルーナと同じアルカロイドを含む組み合わせが見つかればよく、1990年代のサイケデリックなカルチャーでは話題のひとつとなった。DMT に至っては、植物にありふれているらしいが、正当な化学分析の証拠が欠けている。
非熱帯植物
- シリアン・ルー[28]、ペガヌム・ハルマラ（英語版）は、中東産の雑草で、ハルミンとハルマリンは、この種と根から初めて分離されており、ハルマラ・アルカロイドの名前の由来ともなっている[25]。含有量はカーピを凌ぐとも言われる[25]。アメリカ国では蔓延した雑草であり、3本の草から250ミリリットルの種子が採取できる[25]。栽培には手間がかかる[25]。
- チャボトケイソウ（英語版）（Passiflora incarnata:パッションフラワーの一種）は、アメリカ国の南東部や中西部の至る所に生えており、ハルマラ・アルカロイドを含んでいる[28]。
- クサヨシ (Phalaris arundinacea) は、どこでも見られる草で、DMT を含み、栽培と抽出が容易で、採取にあたって植物を犠牲にせずとも葉と茎を刈るだけである[25]。あるいは、クサヨシ属の様々な種の、茎や葉[29]。
- ヤマハギ (Lespedeza bicolor) - DMT

熱帯
- ミモザ・テヌイフローラ（英語版） (Mimosa tenuiflora) - vinho da jurema (nigerine) （ポルトガル語） と呼ばれ、DMTを含有しブラジルで伝統的に用いられてきた[29]。他にユレマミンを含有する。
- アカシアの一部の種 - DMT
- ハイクサネム (Desmanthus illinoensis) - 根にDMTが豊富[29]。
- ビロラ・カリフィラ (Virola calophylla) - DMT[29]。

TiHKAL には「DMTはどこにでもある」および「ホアスカ対アヤワスカ」といった章があり、他の植物の情報が提供されている。『ドラッグ・シャーマニズム』の第10章は アヤワスカの類似物の説明と体験記にあてられている。

## 法規制
国際的な向精神薬に関する条約は、アヤワスカに含まれる成分であるDMTをスケジュールIに指定し、あらゆる所持、使用を禁止されている。しかし、その第32条4項が、含有する植物の自生国における伝統的な宗教儀式への使用は規制から除外する。日本においても、DMTは麻薬及び向精神薬取締法において規制されている。しかし、植物の麻薬原料植物への指定はない。
国際麻薬統制委員会の見解では、植物は規制対象ではない。
アメリカ合衆国最高裁判所は、ブラジルの宗教団体ウニオン・ド・ヴェジタルのアメリカ支部に対し、宗教的自由回復法に基づいて宗教儀式における アヤワスカの使用を認める判決を下した（2006年判例：Gonzales v. O Centro Espirita Beneficente Uniao do Vegetal）。ブラジルでは、1980年代半ばに宗教上の使用が合法化されている。（サント・ダイミ#法律）

## ドキュメンタリー映画
多くのドキュメンタリーが撮影されている。
- fr:D'autres mondes - 2004年フランス。シピボ族とアヤワスカ関するドキュメンタリーだが、注目している神経学者、哲学者、芸術家、化学者も登場する。
- en:Heaven on Earth (2008 film) - 2008年カナダ。イキトスにおけるアヤワスカシャーマニズムの商業化に迫る。
- Metamorphosis - 2009年アメリカ。あるリトリート・センターを映し出す。
- Ayahuasca Diary - 2009年アメリカ。ペルーのジャングルにおける4人の病者への癒し。
- The Shaman & Ayahuasca: Journeys to Sacred Realms - 2010年イギリス・ペルー。アヤワスカによる神秘的な現象を解き明かそうと描くドキュメンタリー。
- Ayahuasca: Vine of the Soul - 2010年カナダ。医師のガボールを取り巻くドキュメンタリー。
- The Jungle Prescription - 2011年カナダ。依存症の患者をアヤワスカにて治療している医師のガボールを取り巻くドキュメンタリー。
- Stepping Into The Fire、2011年アメリカ・ペルー。余命数か月と言われた弁護士がペルーに向かい、アヤワスカを通じ精神的な成長を遂げていく。
- El Gran Dragòn - 2014年フランス・ペルー。
- The Mirror of the Spirit - 2014年ポルトガル・イギリス。アヤワスカを全容的な薬だとみなすシャーマンとその世界観を扱う。
- Ayahuasca Nature's Greatest Gift- 2014年アメリカ。アヤワスカの歴史、儀式など包括的に扱い、特に治療効果にも焦点が当たっている。
- Icaros: A Vision - 2016年アメリカ・ペルー。現代医学では手の施しようのなくなったアメリカの女性がアヤワスカを求めてペルーへと。
- The Reality Of Truth - 2016年アメリカ。社会や宗教との関係。
- 『ラスト・シャーマン』The Last Shaman 2016年アメリカほか
- 『カナルタ　螺旋状の夢』2021年、イギリス・日本。太田光海監督。2022年度文化庁映画賞・優秀賞。